# 마루티 스즈키
마루티 스즈키(Maruti Suzuki) 또는 마루아 스즈키 인디아 리미티드(Maruti Suzuki India Limited)는 뉴델리에 위치한 인도의 자동차 제조사이다. 1981년 설립되어 2003년까지 인도 정부 소유였다가 일본의 자동차 제조사 스즈키에 인수되었다. 2022년 2월 기준으로 마루티 스즈키는 인도의 승객용 자동차 시장에서 44.2%의 시장 점유율을 보이고 있다.